# Phòng thí nghiệm quỹ đạo có người lái
Phòng thí nghiệm quỹ đạo có người lái (MOL) là một phần của chương trình bay vào vũ trụ của Không quân Hoa Kỳ (USAF) trong những năm 1960.
Chương trình MOL được công bố cho công chúng vào ngày 10 tháng 12 năm 1963 như một nền tảng có người ở để chứng minh tiện ích của việc đưa con người vào không gian cho các nhiệm vụ quân sự; nhiệm vụ vệ tinh do thám của nó là một dự án đen bí mật.